# EMEF, S.A.

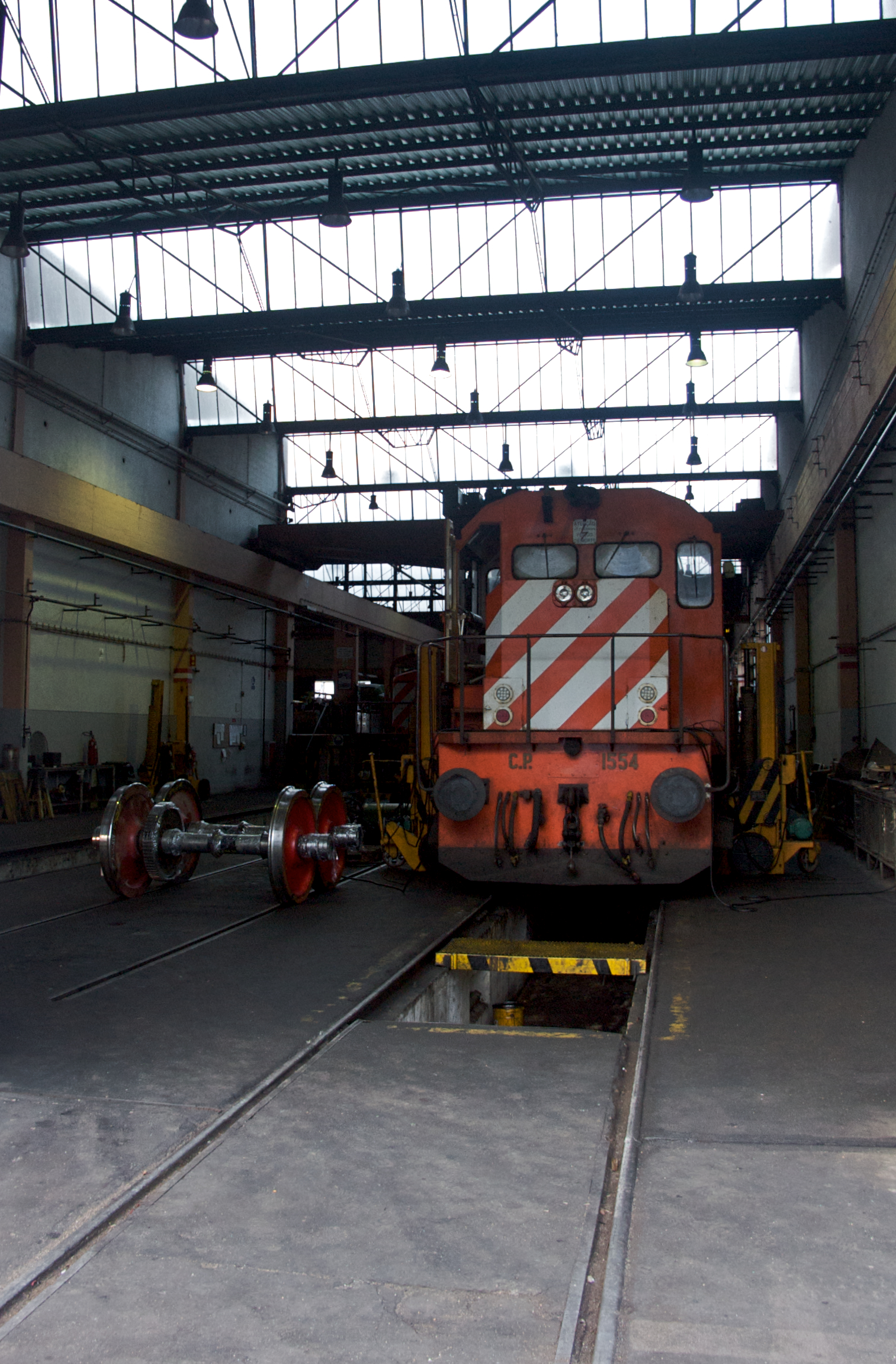
Interior das oficinas da EMEF no Entroncamento, em 2008.

A EMEF – Empresa de Manutenção de Equipamento Ferroviário, S.A. foi uma empresa portuguesa especializada em manutenção de material circulante ferroviário. 
Criada em 1993 pela autonomização da área de reparação e reabilitação de material circulante da empresa pública CP - Caminhos de Ferro Portugueses, foi sendo progressivamente alargada até absorver toda a operação industrial desta entidade em 1995.
Por decisão de Conselho de Ministros, a 1 de janeiro de 2020 a EMEF foi reincorporada na CP - Comboios de Portugal, E.P.E.

## Caracterização

### Instalações
A EMEF possuiu instalações em Campolide, Contumil, Guifões (na Linha de Leixões), Sernada do Vouga, Figueira da Foz (encerradas em 2011), Entroncamento, Barreiro, Poceirão, e Vila Real de Santo António.
As oficinas de Guifões foram construídas em 1992, pelo Gabinete do Nó Ferroviário do Porto, para substituir as instalações em Campanhã, tendo sido, em 1998, partilhadas para albergar as oficinas do Metro do Porto.

### Atividades
Além da manutenção de material circulante, a EMEF também se dedicava à construção e transformação de veículos ferroviários.
Em termos de fabrico de material circulante, entre as principais encomendas encontra-se a construção de vagões para a Bósnia e Herzegovina, e a entrega de 400 vagões para a CP Carga, realizada entre 2010 e 2011.
Entre os projetos de transformação, modificação e modernização, destacam-se:
Grupo Oficinal do Porto - Guifões (GOP)
- Modernização das automotoras diesel Allan 0300 (resultando na série 0350)
- Modernização das automotoras diesel Sorefame 0400 (resultando na série 0450)
- Modernização das automotoras diesel Đuro Đaković 9700 (resultando na série 9500)[9]

Grupo Oficinal do Entroncamento (GOE)
- Modernização das automotoras elétricas Sorefame 2100/2150/2200 (resultando na série 2240)
- Modernização das automotoras elétricas Sorefame 3100/3200 (resultando nas séries 3150/3250)
- Adaptação de vagões para o transporte de automóveis entre a fábrica da Autoeuropa, em Palmela, e o Porto de Setúbal [8]

### Subsidiárias
A EMEF deteve ainda participações no capital social das seguintes empresas:
- SIMEF, A.C.E. (51%) : Grande reparação e manutenção das locomotivas LE 5600 e LE 4700 em parceria com a Siemens.
- NOMAD TECH, Lda. (35%) : Desenvolvimento e venda de soluções de telegestão ferroviária em parceria com a Alstom.

## História

### Formação
A EMEF foi criada em 1993, no âmbito de uma estratégia de reestruturação da manutenção e reparação da frota da empresa Caminhos de Ferro Portugueses; esta empresa foi, assim, formada a partir da autonomização da divisão de reparação e reabilitação do material circulante daquela operadora. No ano seguinte, a divisão de manutenção dos Caminhos de Ferro Portugueses é integrada na EMEF, passando esta empresa a ser responsável pelo material circulante.

### Consolidação e internacionalização

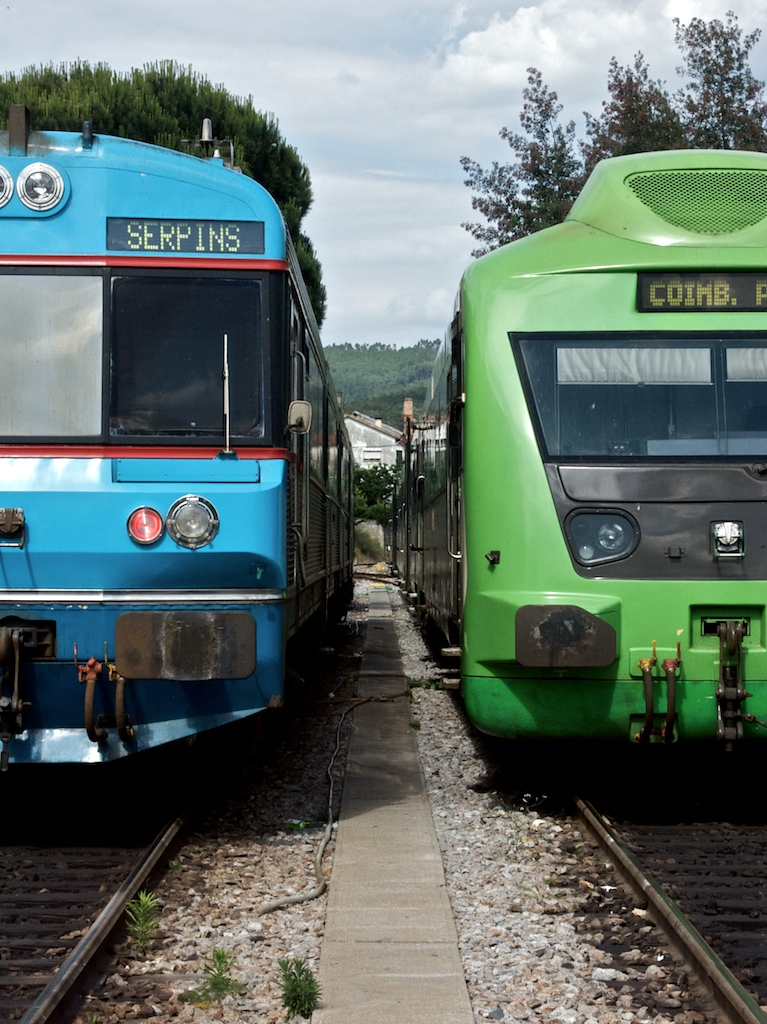
Automotoras das séries 0450 e 0350, remodeladas pela EMEF.

Em 1995, a EMEF absorveu toda a estrutura industrial dos Caminhos de Ferro Portugueses, de forma a globalizar o seu serviço no seio desta operadora. Em 1998, começa a realizar, nas suas instalações do Grupo Oficinal do Porto, a manutenção dos veículos do Metro do Porto.
A EMEF começou o seu processo de internacionalização com uma participação, em 1999, na FERTREM - Operações Ferroviárias Internacionais, S.A., no ramo da assistência técnica, comercial e industrial no transporte ferroviário. No ano seguinte, obtém a Certificação do Sistema de Gestão da Qualidade, de acordo com a Norma NP EN ISO 9002:1995.
Em 2005, a EMEF entrou no ramo da construção de veículos ferroviários, tendo sido designada como unidade industrial num contrato entre o Governo Português e a República da Bósnia e Herzegovina, para a reabilitação e fornecimento de vagões. Em 2007, são formadas as Unidades de Novos Projectos e de Inovação e Tecnologia Ferroviária, com o propósito de especializar as actividades nas oficinas, consolidar competências, e aplicar as orientações estratégicas do sector.
Em 2008, são concentradas, no Parque Oficinal do Entroncamento, as actividades do Grupo Oficinal do Entroncamento e da Manutenção Centro, e, no ano seguinte, são criados os Parques Oficinais do Norte e do Sul.
Em 2009, a EMEF formou, em conjunto com o fabricante das Séries 5600 e 4700, um acordo complementar de empresa, para assegurar a manutenção destas locomotivas. No mesmo ano, é aprovada a criação da Sociedade EMEF-Internacional, S. A., para a construção de vagões, destinados aos mercados internacionais; no ano seguinte, esta instituição foi auditada pela APCER, tendo o seu Sistema de Gestão da Qualidade sido, igualmente, certificado pela Norma NP EN ISO 9001.
Esta empresa teve um complexo oficinal junto à Estação de Figueira da Foz, para modificar, reparar, e fazer a manutenção de material circulante; por exemplo, foi nestas instalações que se levou a cabo a transformação de uma unidade da Série 0300 na Automotora VIP, que entrou ao serviço em 1992. Em meados da Década de 1980, estas instalações empregavam cerca de 340 trabalhadores. No mês de Setembro de 2011, data em que laboravam 34 pessoas, as administrações da EMEF e da operadora Comboios de Portugal reafirmaram a decisão de encerrar estas instalações, sendo alguns trabalhadores mudados para as oficinas na Estação do Entroncamento. As instalações na Figueira da Foz foram encerradas, como previsto, em 30 de Novembro do mesmo ano, tendo as actividades daquelas instalações sido concentradas, junto com o Parque Oficinal do Entroncamento, no Parque Oficinal do Centro.
No mesmo ano, as funções da divisão de Manutenção de Lisboa também transitaram para o Parque Oficinal do Sul.
Em Fevereiro de 2010, os trabalhadores das oficinas da EMEF no Entroncamento criticaram, num plenário, a redução do trabalho naquelas instalações, devido às políticas de manutenção do material circulante da operadora Comboios de Portugal; os trabalhadores desta empresa na Figueira da Foz e no Barreiro também já se tinham manifestado, contra a mesma situação. No mês seguinte, a EMEF anunciou que, segundo as instruções da empresa Comboios de Portugal, iria congelar os salários dos trabalhadores ainda em 2010, situação que iria durar até 2013. Este problema, que derivava da menor necessidade de manutenção do material circulante moderno, e da redução da frota dos Comboios de Portugal, foi, em parte, resolvido por uma encomenda de 400 vagões à CP Carga, tendo os primeiros 50 sido entregues em 13 de Julho, no Entroncamento; previa-se que esta encomenda iria permitir ocupar as linhas de produção até ao final de 2011, através do fabrico de 14 vagões por mês. Para esta  encomenda, foi aproveitada a experiência técnica adquirida pelo fabrico de vagões para a Bósnia e Herzegovina, que a EMEF esteve a realizar nos anos anteriores. Ainda em Julho, a empresa recebeu uma proposta para o fabrico de 300 vagões, para a operadora Portos e Caminhos de Ferro de Moçambique.

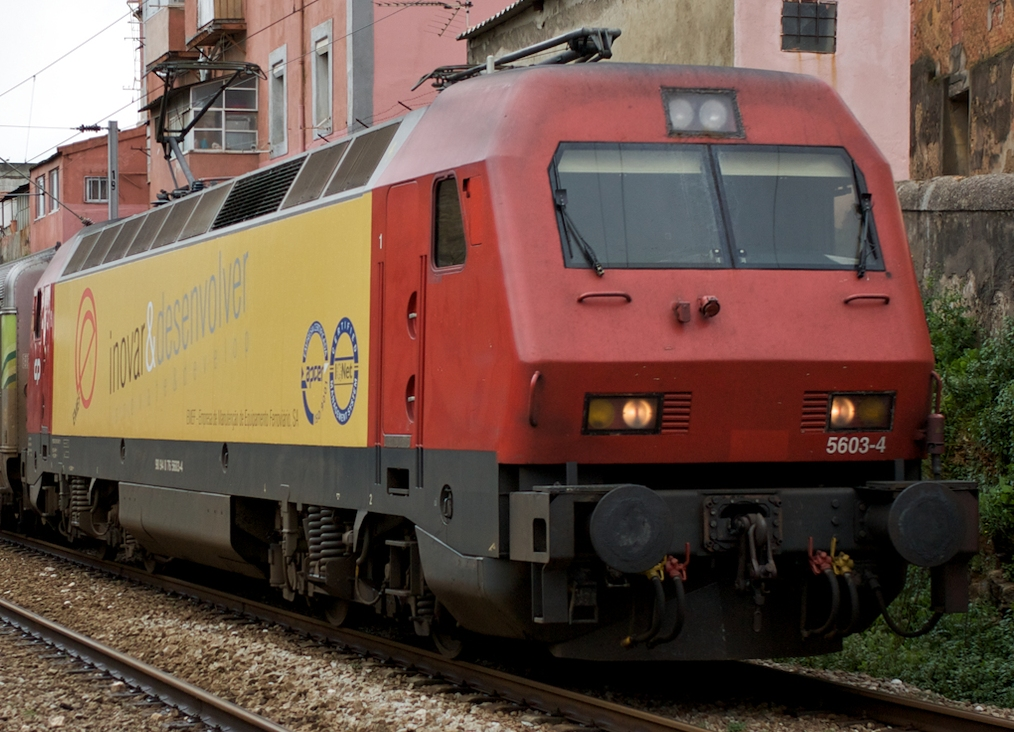
Locomotiva n.º 5603 da operadora Comboios de Portugal, com publicidade à EMEF na lateral.

Nesta altura, a EMEF estava a planear a construção de uma fábrica de material circulante no Entroncamento, num investimento de 18 milhões de euros; este projecto estava, no entanto, dependente da autorização da tutela, que tinha receios sobre o desenvolvimento dos mercados mundiais naquele sector.
Em 3 de Março de 2011, numa cerimónia de entrega de certificados do programa Novas Oportunidades a 90 trabalhadores da EMEF na Amadora, o ministro das Obras Públicas, Transportes e Comunicações, António Mendonça, afirmou que a EMEF devia apostar mais nos mercados externos, tendo dado como exemplo o recentemente assinado protocolo com a operadora dos Portos e Caminhos de Ferro de Moçambique, e que teve como propósito formar uma unidade de negócio para a internacionalização.
No dia 7 de Março de 2012, os trabalhadores desta empresa protestaram em Lisboa contra o processo de reestruturação, que, segundo o Sindicato dos Ferroviários, poderia levar ao encerramento das oficinas em Vila Real de Santo António, em Guifões, e no Barreiro.

### Fusão com a CP
Em 1 de Janeiro de 2020 a EMEF foi extinta e integrada na CP Comboios de Portugal E.P.E 

### Concentração das actividades
- Sociedades Reunidas de Fabricações Metálicas